# Mandasor
Mandasor o Mandasaur (hindi:मन्दसौर/मंदसौर) és una ciutat de Malwa a Madhya Pradesh, capital del districte de Mandasor i abans d'una zila de l'estat de [Gwalior]. Està situada a 24° 43′ 50″ N, 75° 05′ 00″ E / 24.73056°N,75.08333°E. Segons el cens del 2001 la població era de 116.483 habitants. El 1881 era de 22.596 habitants, el 1891 de 25.785 habitants i el 1901 de 20.936.

## Història
Bandhu Varma, contemporani de Kumaragupta I governava a Mandasor al segle v; segons una inscripció Bandhu Varma governava el 473. És possible que ja s'hagués emancipat dels guptes o encara fos el seu tributari. El següent rei fou Vishnuvardhan que va construir un pilar de la victòria a Bayana, i el nom d'aquesta ciutat va passar a ser Vijaygarh (ciutat de la Victòria). Vishnuvardhan fou seguit per Yasodharman que va aconseguir una gran victòria sobre el rei huna Mihirakula, fill de Toramana i va esdevenir el rei més poderós de Malwa. Yasodharman i el seu antecessor portaven el títol de samrat i el primer sembla que també el de Maharajadhiraja o Emperador.

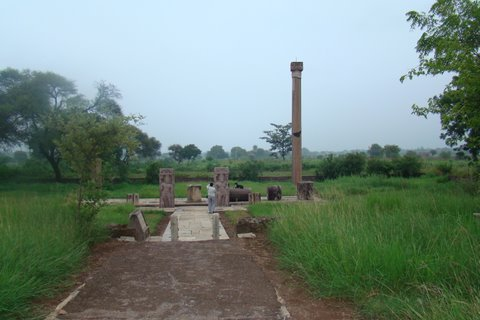
Pilar de la victòria de Yashodharman a Sondani, Mandsaur

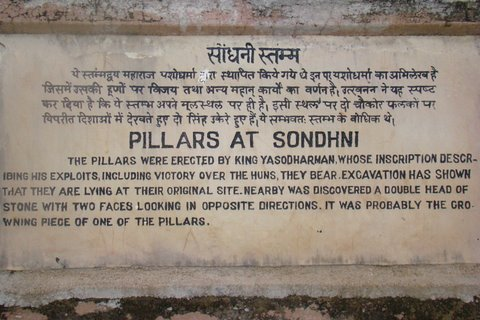
Pilar de Yashodharman a Sondani, Mandsaur

Hushang Shah (1405-1435) va construir una fortalesa a Mandasur coneguda com a fort de Mandasor o de Dashpur. El 1519 fou ocupada per Rana Sanga que va nomenar kiledar a Ashokmal Rajput. El 1535 Humayun va passar uns mesos a Mandasor durant la seva expedició a Malwa. Sher Shah Suri en va nomenar kiledar a Sadar Khan. Sota Akbar va tenir la condició de sarkar de la suna de Malwa. Jai Singh III, com a governador mogol, fou derrotat pels marathes i va perdre Mandasor al segle xviii davant Sindhia. El tractat de Mandasor entre Malhar Rao Holkar II i Sir John Malcom, va posar fi a la tercera Guerra Maratha, a la guerra Pindari i va posar els dominis d'Holkar sota control britànic.

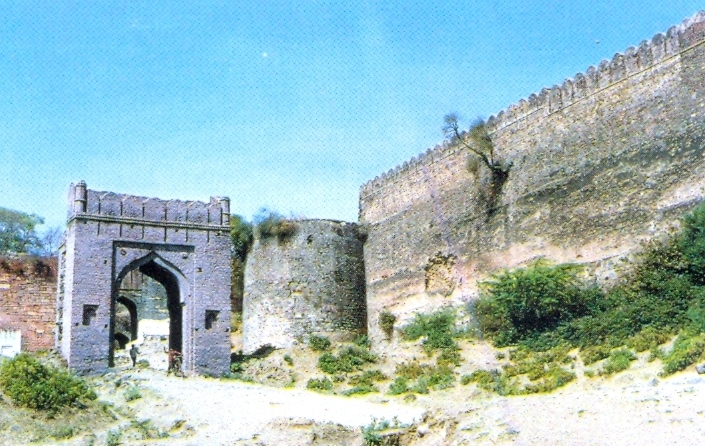
Fort de Mandsaur o Dashpur

En la rebel·lio de 1857 Firoz Shah, un membre de la dinastia mogol, es va revoltar a la zona i el va seguir molta gent entre els quals molts rohilles. El Malwa Field Force va fer un avanç rapid per protegir Nimach i va conquertir Mandasor el 21 de novembre de 1857; tres dies després es va lliurar un combat als afores a 7 km al nord-oest on els rohilles foren derrotats i les forces de Firoz Shah dispersades.